# 大島力
大島 力（おおしま ちから、1953年10月26日 - 2024年12月9日）は、日本の神学者。青山学院大学教授。

## 経歴
東京都生まれ。青山学院高等部を経て、1977年東北大学文学部西洋史専攻卒業。同年、東京神学大学神学部に編入し、左近淑に師事した。1981年、同大学博士課程前期修了（旧約聖書神学）。1987年、同大学院博士課程後期単位取得済退学。2004年「イザヤ書の最終形態と黙示的テキスト」で東京神学大学神学博士。
1981年から1984年まで日本基督教団阿佐ヶ谷教会教師、1984年から1996年まで石神井教会主任教師を務め、1996年から青山学院大学宗教主任となる。青山学院大学では、理工学部教授、経済学部教授を務めた。

## 著書
- 『預言者の信仰 神から遣わされた人々』（日本基督教団出版局） 1995年
- 『聖書は何を語るか』（日本基督教団出版局） 1998年
- 『旧約聖書と現代』（日本放送出版協会、NHKライブラリー） 2000年
- 『イザヤ書は一冊の書物か? イザヤ書の最終形態と黙示的テキスト』（教文館） 2004年

### 共著・監修
- 『旧約聖書と説教』（越川弘英, 平野克己, 並木浩一共著、日本キリスト教団出版局） 2013年
- 『もう一度学びたい聖書』（監修、西東社） 2006年
- 『総説旧約聖書 新版』（池田裕, 樋口進, 山我哲雄共監修、日本キリスト教団出版局） 2007年
- 『図解聖書』（監修、西東社、歴史がおもしろいシリーズ!） 2010年
- 『知識ゼロからの聖書入門』（監修、幻冬舎） 2011年
- 『名画で読み解く「聖書」』（監修、世界文化社） 2013年

## 翻訳
- 『神の王的支配 イザヤ書 1 - 39章』（H・ヴィルトベルガー、金井美彦共訳、教文館） 1998年